# Арнувил
Арнувил (фр. Arnouville) је насељено место у Француској у региону Париски регион, у департману Долина Оазе.
По подацима из 2011. године у општини је живело 13.737 становника, а густина насељености је износила 4836,97 становника/km².

## Демографија
| 1962.  | 1968.  | 1975.  | 1982.  | 1990.  | 2011.  |
| ------ | ------ | ------ | ------ | ------ | ------ |
| 10.227 | 11.114 | 11.085 | 10.530 | 12.223 | 13.737 |